# Lost and Sold
Lost and Sold est une émission de télévision canadienne diffusée au Canada sur Slice et en Europe sur Discovery Channel,.

## Synopsis
L'émission suit Robbie et Kathleen "Mr. and Mrs. Hollywood", Lou "Pistola" et John "The Killer", qui assistent aux ventes aux enchères organisées hebdomadairement par Jamie et Jen "The Brass" au 403 Auction et lors desquelles ils tentent d'acquérir des biens dont la revente pourrait leur rapporter un profit substantiel. Ils font en outre appel à divers experts afin d'estimer la valeur des biens qu'ils acquièrent,,,.